# Burungura
Burungura ist ein ländlicher Bezirk (Ward) des Distriktes Muleba in der tansanischen Region Kagera.

## Geografie
Burungura liegt im Nordwesten von Tansania nordöstlich vom Burigisee und westlich vom Victoriasee. Die Fläche des Bezirks beträgt 122,8 Quadratkilometer, bei der Volkszählung 2022 wohnten 16.731 Menschen in 3500 Haushalten.

## Gliederung
Der Bezirk besteht aus drei Gemeinden (Mtaa) mit 17 Orten (Kitongoji):
| Bihanga - Bihanga - Kanyinya - Rwihara - Byanzi - Kayonza | Kakoma - Kakoma - Ntunda - Kamulema - Kabwesana - Kihanga - Nyakiziba - Maigibili - Kanyamkuta | Burungura - Bwoga - Bujunguto - Burungura - Ntungamo |

## Infrastruktur
- Bildung: Eine öffentliche weiterführende Schule bildet Mädchen und Burschen bis zur Stufe 4 aus.[6]
- Gesundheit: Im Distrikt befindet sich eine private Apotheke mit angeschlossenem Labor.[7][8]